# Луккезе, Филиберто
Филиберто Луккезе (итал. Filippo Alberto Lucchese; 26 декабря 1606[…] или 1607, Мелиде, Тичино — 21 мая 1666[…] или 22 мая 1666, Вена) — итальянский архитектор, скульптор и геометр, в середине XVII века бывший одним из важнейших венских придворных архитекторов. По его проектам был возведён ряд зданий в стиле барокко в Вене и Моравии.

## Жизнь и работа
Филиберто Луккезе родился в семье каменщиков и строителей из итальянского города Лукка, этим и объясняется фамилия Луккезе. Его прадед, Джованни Луккезе Старший, построил дачу «Звезда» в Праге. Его дед, Альберто Луккезе, был строителем на службе у королевского наместника Фердинанда Тирольского и участвовал в строительстве замка Амбрас.
Сведения об образовании и ученичестве Филиберто неизвестны. До 1640 года он служил в армии императора Фердинанда III в качестве военного инженера и, вероятно, участвовал в ремонте и строительстве крепостей в Венгрии, которые должны были предотвратить турецкое вторжение. В период с 1640 по 1650 год он работал архитектором и штукатуром в венгерских семьях Баттьяни и Палфи. Помимо прочего, он работал над барочной реконструкцией замков Бойнице, Ступавы и Мархега.
Первой достоверно задокументированной оригинальной работой Луккезе для императорского двора стало строительство часовни Св. Бригитты в Вене, которая позже дала название всему району Бригиттенау. Друим заметным проектом была паломническая церковь Мариабрунн в Хадерсдорфе. Как военный инженер на службе императорского двора он также занимался возможностью регулирования и судоходства рек Траун и Морава.
Однако он реализовал и небольшие постройки: castrum doloris 1646 года для покойной императрицы Марии и castrum doloris 1665 года для испанского короля Филиппа IV.
С 1650-х годов Луккезе работал на штирийского графа Яна фон Ротталя, который, который будучи моравским губернатором, начал строить родовые владения в Моравии и выбрал Голешов своей резиденцией. На службе у Ротталя Луккезе перестроил Голешовскую приходскую церковь Успения Пресвятой Девы Марии в стиле барокко и построил часовню Святого Креста (уменьшенная копия часовни Св. Бригитты) и, прежде всего, он начал реконструкцию ренессансного замка Лобковице, сильно пострадавшего во время Тридцатилетней войны, в великолепную резиденцию в стиле барокко, ставшую новой родовой резиденцией семьи Ротталь.
В Вене он участвовал в строительстве Кирхе-ам-Хоф и Леопольдинского крыла Хофбурга. В 1665 году он спроектировал строительство епископской резиденции в Кромержиже для Карела Лихтенштейн-Кастелькорнского, нового епископа Оломоуца. В 1998 году епископский дворец и цветочный сад в Кромержиже были признаны памятником Всемирного наследия ЮНЕСКО. В феврале 1666 года он также составил предложение о строительстве Чернинского дворца, но в мае того же года умер в Вене от лихорадки.
В своих проектах в имперской столице и в провинциях Луккезе внедрил новую систему художественного решения фасадов (градацию поверхностей), которая вдохновляла архитекторов до конца XVIII века. Его младший брат Доменико, успешный штукатур, также сотрудничал с Филиберто во многих проектах. С ним также сотрудничали члены итальянской семьи строителей Тенкалла: Карпофоро Тенкалла часто писал фрески на постройках Луккезе, а Джованни Пьетро Тенкалла числился его соратником во многих комиссиях. После смерти Луккезе Тенкалла завершил строительство совместно начатых проектов и стал его преемником на посту императорского придворного архитектора.